# The River Sessions (Gordon Giltrap)
The River Sessions is een livealbum van Gordon Giltrap. De opnamen dateren van 29 november 1979 toen deze gitarist een concert gaf in het Magunum Leisure Centre in Irivine. De titel The River Sessions verwijzen niet naar de rivier de Irvine maar naar de River Clyde, alwaar het radiostation en diens platenlabel gevestigd waren. Giltrap trad op met Richard Harvey, afkomstig uit Gryphon. 

## Musici
- Gordon Giltrap – gitaar
- Richard Harvey – blaasinstrumenten, toetsinstrumenten, percussie

## Muziek
| Nr. | Titel                                              | Duur |
| --- | -------------------------------------------------- | ---- |
| 1.  | Catwalk blues (Giltrap)                            | 3:12 |
| 2.  | The tiger (Giltrap, Rod Edwards)                   | 2:41 |
| 3.  | Roots (Giltrap)                                    | 6:04 |
| 4.  | Revelation (Giltrap, Edwards)                      | 5:29 |
| 5.  | Inner dream (Giltrap)                              | 6:18 |
| 6.  | Lucifer’s cage (Giltrap, Edwards)                  | 4:49 |
| 7.  | Birds of a feather (Giltrap)                       | 4:27 |
| 8.  | Passion fruit (Giltrap)                            | 3:57 |
| 9.  | Preludes (Giltrap)                                 | 4:01 |
| 10. | County bluff (Giltrap)                             | 2:43 |
| 11. | Night rider (Giltrap)                              | 5:17 |
| 12. | Jerusalem (Charles Hubert Parry, Giltrap, Edwards) | 3:21 |
| 13. | Jig (traditional)                                  | 2;37 |